# Bridgton (Maine)
Bridgton – miasto w Stanach Zjednoczonych, w stanie Maine, w hrabstwie Cumberland.